# Стшелецки (пустиня)
Стшелецки е пустиня в далечния северен регион на Южна Австралия, Югозападен Куинсланд и западен Нов Южен Уелс. Разположена е в североизточната част на басейна на езерото Ейр и на север от хребетите Флиндърс. Две други пустини заемат басейна на езерото Ейр – пустинята Тирари и пустинята Симпсън.

## Име
Пустинята е кръстена от Чарлз Стърт на полския изследовател Павел Стшелецки. Стърт е първият неместен изследовател в района в края на 1845 г., последван от злополучната експедиция на Бърк и Уилс през 1861 г.

## География
Пустинята обхваща 80 250 км2, което я прави седмата по големина пустиня в Австралия. Характеризира се с обширни полета с дюни и включва три диви зони.
Голяма част от пустинята е включена в регионалния резерват „Стшелецки“ в Южна Австралия, а част от източните райони са защитени в рамките на Националния парк „Стърт“ в Нов Южен Уелс. В пустинята живее популация на застрашената тъмна скачаща мишка.